# (2300) Stebbins
(2300) Stebbins (1953 TG2; 1963 VP; 1977 VY) ist ein Asteroid des äußeren Hauptgürtels, der am 10. Oktober 1953 im Rahmen des Indiana Asteroid Programs am Goethe-Link-Observatorium in Brooklyn, Indiana (IAU-Code 760) entdeckt wurde. Durch das Indiana Asteroid Program wurden insgesamt 119 Asteroiden neu entdeckt.

## Benennung
(2300) Stebbins wurde nach Joel Stebbins (1878–1966) benannt. Stebbins war einer der Pioniere in der Entwicklung photoelektrischen Photometrie; zuerst war er an der University of Illinois tätig und dann an der University of Wisconsin System. Er nutzte die neue Technik, um interstellare Wolken sowie Farben von Galaxien und veränderlichen Sternen zu untersuchen. Die Benennung des Asteroiden nach Joel Stebbins wurde vom US-amerikanischen Astronomen Frank K. Edmondson vorgeschlagen.